# Tom Lake (Kenny Creek)
Der Tom Lake ist ein See in der Stikine Region, im Nordwesten der kanadischen Provinz British Columbia. Der See befindet sich im südlich der Vital Range, einem Teilbereich des Gebirgszuges der Hogem Ranges in den Omineca Mountains. Der Tom Lake stellt eine Ausweitung des Kenny Creek dar. Der Zufluss erfolgt über den Kenny Creek aus Westen. In östlicher Richtung fließt erfolgt der Abfluss über den Kenny Creek in den Fable Lake.